# Progonogamia
Progonogamia är ett släkte av kackerlackor. Progonogamia ingår i familjen jättekackerlackor.
Kladogram enligt Catalogue of Life:
| Progonogamia | \| \| Progonogamia hebardi \| \| \| \| \| \| Progonogamia rehni \| \| \| \| |
|              | \| \| Progonogamia hebardi \| \| \| \| \| \| Progonogamia rehni \| \| \| \| |
|              | Progonogamia hebardi                                                        |
|              |                                                                             |
|              | Progonogamia rehni                                                          |
|              |                                                                             |